# 布赫雷尔咔唑合成
布赫雷尔咔唑合成（Bucherer carbazole synthesis）指由芳肼与萘酚（或萘胺）在亚硫酸氢钠存在下共热反应合成咔唑。这个反应以德国化学家汉斯·特奥多尔·布赫雷尔的名字命名。